# The Real Adventure
The Real Adventure er en amerikansk stumfilm fra 1922 af King Vidor.

## Medvirkende
- Florence Vidor som Rose Stanton
- Clyde Fillmore som Rodney Aldrich
- Nellie Peck Saunders som Mrs. Stanton
- Lilyan McCarthy som Portia
- Philip Ryder som John Walbraith